# Lista odcinków serialu anime Dragon Ball Kai
Spis odcinków serii anime Dragon Ball Kai. 

## Saiyan Saga
| Odcinek | Tytuł japoński                                                 | Data premiery        | Tytuł polski                     | Polska data premiery |
| ------- | -------------------------------------------------------------- | -------------------- | -------------------------------- | -------------------- |
| 1       | Tatakai no Makuake! Kaette Kita zo Son Gokū                    | 5 kwietnia 2009      | Powrót Goku                      | 8 listopada 2012     |
| 2       | Teki wa Gokū no Ani!? Saikyō Senshi Saiyajin no Himitsu        | 12 kwietnia 2009     | Tajemnica saiyańskich wojowników | 8 listopada 2012     |
| 3       | Inochi kutio Kaketa Tatakai! Gokū to Pikkoro Sutemi no Mōkō    | 19 kwietnia 2009     | Walka o wszystko                 | 9 listopada 2012     |
| 4       | Anoyo de Hashire Son Gokū! Hyaku-Man Kiro no Hebi no Michi     | 26 kwietnia 2009     | Życie po śmierci                 | 12 listopada 2012    |
| 5       | Kōya no Sabaibaru! Tsukiyo ga Gohan o Yobisamasu               | 3 maja 2009          | Przebudzenie bestii              | 13 listopada 2012    |
| 6       | Tadori Tsuita Shūten! Kaiō-sama no Ochame na Shiren            | 10 maja 2009         | Niezwykła próba króla Kai        | 14 listopada 2012    |
| 7       | Jū Bai Jūryoku to Tatakae! Gokū yo Shugyō wa Kakekko da        | 17 maja 2009         | Wyścig z czasem                  | 15 listopada 2012    |
| 8       | Ide yo Shenron! Saiyajin Tsui ni Chikyū Tōchaku                | 24 maja 2009         | Saiyanie przybywają              | 16 listopada 2012    |
| 9       | Yamucha Funtō! Osoru Beshi Saibaiman                           | 31 maja 2009         | Saibaimeni                       | 19 listopada 2012    |
| 10      | Matte ro Chaozu! Tenshinhan Zekkyō no Kikōhō                   | 7 czerwca 2009       | Walka Tiena                      | 20 listopada 2012    |
| 11      | Maniau ka Son Gokū!? Sentō Saikai Made Sanjikan                | 14 czerwca 2009      | Chwila wytchnienia               | 21 listopada 2012    |
| 12      | Piccolo ga Nagashi ta Namida... Son Gokū Ikari no Dai Hangeki! | 21 czerwca 2009      | Żegnaj Piccolo                   | 22 listopada 2012    |
| 13      | Kore ga Kaiōken da!! Genkai Batoru no Gokū tai Bejīta          | 28 czerwca 2009      | Siła Kaiokena                    | 23 listopada 2012    |
| 14      | Gekitotsu Kamehameha! Bejīta Shūnen no Dai-henshin             | 5 lipca 2009         | Przemiana Vegety                 | 26 listopada 2012    |
| 15      | Zettai zetsumei no Gokū! Genkidama ni negai wo takuse          | 12 lipca 2009        | Kula Życia                       | 27 listopada 2012    |
| 16      | Datō Fujimi no Bejīta! Kiseki o Okose Son Gohan                | 19 lipca 2009        | Klęska potężnego Vegety          | 28 listopada 2012    |
| 17      | Gekisen no Yoake... Kibō no Hoshi wa Pikkoro no Furusato       | 2 sierpnia 2009      | Promyk nadziei                   | 29 listopada 2012    |
| 18      | Yunzabitto ni Nemuru Uchuusen! Namekkusei he Iza Hasshin       | 9 sierpnia 2009      | Statek kosmiczny z gór Yunzabit  | 30 listopada 2012    |
| 19      | Arata Naru Kyouteki! Uchuu no Teiou Furiiza                    | 16 sierpnia 2009     | Frezer władca kosmosu            | 3 grudnia 2012       |
| 20      | Furiiza e no Hangyaku! Yabou ni Moeru Bejiita                  | 23 sierpnia 2009     | Ambicje Vegety                   | 4 grudnia 2012       |
| 21      | Mamore Doragon Bōru! Namekkuseijin Sōkōgeki                    | 30 sierpnia 2009     | Bitwa o Namek                    | 5 grudnia 2012       |
| 22      | Mōtsui Dodoria no Kyōfu! Bejīta ni Akasu Shinjitsu             | 6 września 2009      | Opowieść Dodorii                 | 6 grudnia 2012       |
| 23      | Anyaku no Bejīta! Namekkuseijin wo Osou Higeki                 | 13 września 2009     | Masakra namecjańskiej wioski     | 7 grudnia 2012       |
| 24      | Yomigaeru Nakamatachi! Bisenshi Zābon Akuma no Henshin         | 20 września 2009     | Transformacja Zarbona            | 10 grudnia 2012      |
| 25      | Pawā Appu da Kuririn! Ugomeku Furīza no Yokan                  | 27 września 2009     | Wielki przodek                   | 11 grudnia 2012      |
| 26      | Kudake Chire Inbō! Gyakushū no Bejīta VS Zābon                 | 4 października 2009  | Zemsta Vegety                    | 12 grudnia 2012      |
| 27      | Isshokusokuhatsu no Pinchi! Gohan yo Sūshinchū o Mamore        | 11 października 2009 | Czterogwiezdna kula              | 13 grudnia 2012      |
| 28      | Semaru Chōkessen! Ginyū Tokusentai Tadaima Sanjō!              | 18 października 2009 | Oddział Ginyu                    | 14 grudnia 2012      |
| 29      | Tokusentai no Ichibante! Gurudo no Jubaku o Uchi Kuzuse        | 25 października 2009 | Niezwykłe zdolności Guldo        | 17 grudnia 2012      |
| 30      | Jigoku no Rikūmu! Tanoshimasero yo Bejīta-chan                 | 1 listopada 2009     | Niepokonany Rikum                | 18 grudnia 2012      |
| 31      | Son Gokū Tsuini Tōchaku! Kechirase Ginyū Tokusentai            | 8 listopada 2009     | Goku przybywa na Namek           | 19 grudnia 2012      |
| 32      | Shin'uchi Tōjō!? Ginyū Taichō VS Son Gokū                      | 15 listopada 2009    | Ginyu kontra Goku                | 20 grudnia 2012      |
| 33      | Furu Pawā da Son Gokū! Ononoku Ginyū ni Hisaku Ari!?           | 22 listopada 2009    | Sztuczka kapitana Ginyu          | 21 grudnia 2012      |
| 34      | Bikkuri! Gokū ga Ginyū de Ginyū ga Gokū!?                      | 29 listopada 2009    | Zamiana                          | 1 stycznia 2013      |
| 35      | Gokū Dai-Gyakuten!? Ima Koso Ide yo Chō-Shenron!               | 6 grudnia 2009       | Zaklęcie                         | 2 stycznia 2013      |

## Freezera Saga
| Odcinek | Tytuł japoński                                                 | Data premiery    | Tytuł polski                       | polska data premiery |
| ------- | -------------------------------------------------------------- | ---------------- | ---------------------------------- | -------------------- |
| 36      | Gekikō Furīza ga Semaru! Porunga yo... Negai wo Kanae Tamae!   | 13 grudnia 2009  | Wielki Porungo spełnij me życzenie | 3 stycznia 2013      |
| 37      | Akumu no Chō Henshin! Sentōryoku 100 Man no Furīza             | 20 grudnia 2009  | Pierwsza transformacja Frezera     | 4 stycznia 2013      |
| 38      | Kiba o Muku Furīza! Chōzetsu Pawā ga Gohan o Osō               | 27 grudnia 2009  | Wściekły atak Gohana               | 7 stycznia 2013      |
| 39      | Shinsei Pikkoro Arawaru! Gekido Furīza Dai Ni no Henshin       | 10 stycznia 2010 | Druga transformacja Frezera        | 8 stycznia 2013      |
| 40      | Furīza Saigo no Chō Henshin! Jigoku Ijō no Kyōfu ga Hajimaru   | 17 stycznia 2010 | Ostatnia transformacja Frezera     | 9 stycznia 2013      |
| 41      | Machinimatta ze Kono Shunkan! Son Gokū ga Fukkatsu da          | 24 stycznia 2010 | Goku wraca do akcji                | 10 stycznia 2013     |
| 42      | Furīza o Taose Son Gokū! Hokori-Takaki Bejīta no Namida'       | 31 stycznia 2010 | Łzy sajańskiego księcia            | 11 stycznia 2013     |
| 43      | Son Gokū tai Furīza! Chō-Kessen no Makuake da!                 | 7 lutego 2010    | Goku kontra Frezer                 | 14 stycznia 2013     |
| 44      | Genkai Toppa no Nikudansen! Gokū to Furīza to Ginyū Futatabi!? | 14 lutego 2010   | Powrót Ginyu                       | 15 stycznia 2013     |
| 45      | Nijū-Bai Kaiōken da! Subete o Kaketa Kamehameha                | 21 lutego 2010   | Wszystko albo nic                  | 16 stycznia 2013     |
| 46      | Kore ga Saigo no Kirifuda da! Gokū no Tokudai Genki Dama       | 28 lutego 2010   | Ostatnia karta, kula życia         | 17 stycznia 2013     |
| 47      | Mezamero Densetsu no Senshi... Sūpā Saiyajin, Son Gokū!        | 7 marca 2010     | Legendarny wojownik                | 18 stycznia 2013     |
| 48      | Okoreru Sūpā Saiyajin! Nanori o Agero Son Gokū!                | 14 marca 2010    | Super sajańska furia               | 21 stycznia 2013     |
| 49      | Ada o Ute Son Gokū! Wakusei Hōkai no Kauntodaun                | 21 marca 2010    | Odliczanie                         | 22 stycznia 2013     |
| 50      | Furīza Kesshi no Furu Pawā! Negai o Todokete Kure Shenron      | 28 marca 2010    | Genialny plan króla Kai            | 23 stycznia 2013     |
| 51      | Gokū Gekido no Osakebi! Ma ni Ae... Kishi-Kaisei no Negai!     | 4 kwietnia 2010  | Spełnione życzenie                 | 24 stycznia 2013     |
| 52      | Kieyuku Hoshi ni Nokotta Futari! Kore ga Saishū Kessen da      | 11 kwietnia 2010 | Pojedynek na zniszczonej planecie  | 25 stycznia 2013     |
| 53      | Son Gokū, Saigo no Ichigeki... Namekku-sei Uchū ni Chiru       | 18 kwietnia 2010 | Upadek Frezera                     | 28 stycznia 2013     |
| 54      | Gokuu Disappeared in Space... Revive! Super Warriors           | 25 kwietnia 2010 | Powrót do domu                     | 29 stycznia 2013     |

## Android Saga
| - Odcinek | Tytuł japoński                                                                            | Data premiery    | Tytuł polski                   | polska data premiery |
| --------- | ----------------------------------------------------------------------------------------- | ---------------- | ------------------------------ | -------------------- |
| 55        | That's Earth Papa... The Counterattack of Freeza Father and Son                           | 2 maja 2010      | Frezer powraca                 | 30 stycznia 2013     |
| 56        | I'll Defeat Freeza! Another Super Saiyan                                                  | 9 maja 2010      | Jeszcze jeden super sajanin    | 31 stycznia 2013     |
| 57        | Welcome Home Son Gokuu! The Mysterious Boy Trunks' Confession                             | 16 maja 2010     | Ostrzeżenie z przyszłości      | 1 lutego 2013        |
| 58        | Gokuu's New Technique, Teleportation! The Intensive Training Wagered On Three Years Later | 23 maja 2010     | Trzyletni trening              | 4 lutego 2013        |
| 59        | The Pair Who Don't Have a Presence! The Artificial Humans Appear                          | 30 maja 2010     | Androidy                       | 5 lutego 2013        |
| 60        | Pincer Attack From An Internal Enemy!? Son Gokuu VS Articial Human No. 19                 | 6 czerwca 2010   | Pojedynek z androidem numer 19 | 6 lutego 2013        |
| 61        | No Chance of Winning for No. 19! Late Arrived Super Vejiita                               | 13 czerwca 2010  | Super Vegeta                   | 7 lutego 2013        |
| 62        | Piccolo's Assault! The Vanished No. 20 and the Twisting Future                            | 20 czerwca 2010  | Atak Piccolo                   | 8 lutego 2013        |
| 63        | In Pursuit! Of Doctor Gero... Search for the Mysterious Laboratory!                       | 27 czerwca 2010  | Ukryte laboratorium            | 11 lutego 2013       |
| 64        | #17 and #18, and...! The Artificial Humans Awaken                                         | 11 lipca 2010    | Przebudzenie androidów         | 12 lutego 2013       |
| 65        | A Cute Face and Super Power?! #18 vs Vegeta                                               | 18 lipca 2010    | Vegeta kontra android numer 18 | 13 lutego 2013       |
| 66        | The Time has Come to Become One Again… Piccolo's Decision for Ultimate Power!             | 1 sierpnia 2010  | Zjednoczenie                   | 14 lutego 2013       |
| 67        | One More Time Machine?! Bulma Unveils a Mystery                                           | 8 sierpnia 2010  | Tajemnicze odkrycie Bulmy      | 15 lutego 2013       |
| 68        | And So the Monster Makes its Move... Take Off! It's the Super Namekian!                   | 15 sierpnia 2010 | Super namecjanin               | 18 lutego 2013       |

## Cell Saga
| Odcinek | Tytuł japoński                                                                        | Data premiery        | Tytuł polski                    | polska data premiery |
| ------- | ------------------------------------------------------------------------------------- | -------------------- | ------------------------------- | -------------------- |
| 69      | I am Your Sibling! The Monster with the Ki of Goku                                    | 22 sierpnia 2010     | Potwór z przyszłości            | 19 lutego 2013       |
| 70      | Swirling Trick, Taiyoken! Chase the Robot Cell                                        | 29 sierpnia 2010     | Pościg za Komórczakiem          | 20 lutego 2013       |
| 71      | Attack the Elusive Cell! Son Goku, Finally Revived!                                   | 5 września 2010      | Goku wraca do zdrowia           | 21 lutego 2013       |
| 72      | Surpass Super Saiyan! Now, Into the Room of Spirit and Time                           | 12 września 2010     | Komnata duszy i czasu           | 22 lutego 2013       |
| 73      | This is the Power of a Super-Namekian! #17 vs. Piccolo!                               | 19 września 2010     | Numer 17 kontra Piccolo         | 25 lutego 2013       |
| 74      | Run #17! Piccolo, A battle for life                                                   | 26 września 2010     | Piccolo walczy o wszystko       | 26 lutego 2013       |
| 75      | Unmeasured Power! The Silent Warrior #16, Makes his Move                              | 3 października 2010  | Nieznana siła                   | 27 lutego 2013       |
| 76      | Tenshinhan's Do-or-Die Shin Kikoho! Save Your Brother-in-Arms, Son Goku               | 10 października 2010 | Rozpaczliwy atak Tiena          | 28 lutego 2013       |
| 77      | Super Saiyan Surpassed! The Daring Vegeta Strikes Cell                                | 17 października 2010 | Silniejszy niż super sajanin    | 1 marca 2013         |
| 78      | The Surging Resentment of Cell! Krillin, Destroy #18                                  | 24 października 2010 | Porażka Komórczaka              | 4 marca 2013         |
| 79      | And So the Situation Takes a Turn for the Worst... Cell Attacks #18!                  | 31 października 2010 | Forma doskonała                 | 5 marca 2013         |
| 80      | The Tables Have Turned! Perfect Form Cell, Finally Goes into Action                   | 7 listopada 2010     | Kontratak Komórczaka            | 6 marca 2013         |
| 81      | Full-Power Strike of Vegeta! But the Terror of Cell Grows and Grows                   | 14 listopada 2010    | Ostatni atak Vegety             | 7 marca 2013         |
| 82      | Super Power Awakening! Trunks Surpasses his Father                                    | 21 listopada 2010    | Przebudzenie super mocy         | 8 marca 2013         |
| 83      | The Televi Has Been Hijacked! A Live Broadcast of the Cell Games Press Conference     | 28 listopada 2010    | Igrzyska Komórczaka             | 11 marca 2013        |
| 84      | Training Completed! Does Goku, have the Composure to Defeat Cell?!                    | 5 grudnia 2010       | Goku kończy trening             | 12 marca 2013        |
| 85      | An Interrupted Rest! The Self-Defense Army, Launches a General Offensive Against Cell | 12 grudnia 2010      | Przerwany odpoczynek            | 13 marca 2013        |
| 86      | A New God! The Dragon Balls are Finally Revived                                       | 19 grudnia 2010      | Nowy Kami                       | 14 marca 2013        |
| 87      | Satan's Legion Runs Wild! The Curtain Rises on the Cell Games                         | 26 grudnia 2010      | Drużyna Herkulesa               | 15 marca 2013        |
| 88      | Decisive Battle! Cell vs Son Goku                                                     | 9 stycznia 2011      | Komórczak kontra Goku           | 18 marca 2013        |
| 89      | A Battle of the Highest Level! Defeat Cell, Son Goku                                  | 16 stycznia 2011     | Starcie tytanów                 | 19 marca 2013        |
| 90      | Conclusion to the Death Match! Time for Goku's Decision                               | 23 stycznia 2011     | Zaskakująca decyzja Goku        | 20 marca 2013        |
| 91      | Get Angry Gohan! Release Your Dormant Power                                           | 30 stycznia 2011     | Gniew Gohana                    | 21 marca 2013        |
| 92      | The Tears that Disappeared into the Sky! The Angry Super Awakening of Gohan           | 6 lutego 2011        | Przebudzenie ukrytej super mocy | 22 marca 2013        |
| 93      | Fighting Spirit Free from Hesitation! Gohan, Pulverizes the Cell Juniors              | 13 lutego 2011       | Gohan kontra Komórczątka        | 25 marca 2013        |
| 94      | The Perfect Form Breaks Down! This is the Super Iron Fist of Rage                     | 20 lutego 2011       | Żelazna pięść gniewu            | 26 marca 2013        |
| 95      | Bye-Bye Everyone! This is the Only Way to Save the Earth                              | 6 marca 2011         | Ocalić Ziemie                   | 27 marca 2013        |
| 96      | Combine Our Power! The Mightiest Final Kamehameha                                     | 20 marca 2011        | Siła Kamehame-Hy                | 28 marca 2013        |
| 97      | Farewell with a Smile! Heading for New Days...                                        | 27 marca 2011        | Nowe dni                        | 29 marca 2013        |
| 98      | Bring Peace to the Future! Goku's Spirit is Eternal                                   | 27 marca 2011        | Dusza Goku będzie żyć wiecznie  | 1 kwietnia 2013      |

## Majin Buu Saga
| Odcinek | Tytuł japoński                                                                                                | Data premiery        | Tytuł polski | Polska data premiery |
| ------- | --- | -------------------- | ------------ | -------------------- |
| 99      | Are kara Shichi-nen! Kyō kara Gohan wa Kōkōsei あれから7年！今日から悟飯は高校生                              | 6 kwietnia 2014      |              |                      |
| 100     | Barechatta! Nyū Hīrō wa Son Gohan バレちゃった！新ヒーローは孫悟飯                                            | 13 kwietnia 2014     |              |                      |
| 101     | Gohan ga Sensei! Bīderu no Bukū-jutsu Nyūmon 悟飯が先生！ビーデルの舞空術入門                                 | 20 kwietnia 2014     |              |                      |
| 102     | Doragon Chīmu Zen'in Shūgō! Kaettekita Son Gokū!! ドラゴンチーム全員集合！帰ってきた孫悟空！！                | 27 kwietnia 2014     |              |                      |
| 103     | Minna Bikkuri! Goten to Toranksu no Chō Batoru!! みんなビックリ！悟天とトランクスの超バトル！！               | 4 maja 2014          |              |                      |
| 104     | Haran no Yokan… Nazo no Senshi Arawaru!! 波乱の予感…謎の戦士現る！！                                          | 11 maja 2014         |              |                      |
| 105     | Dō Shita Pikkoro!! Iggaisen de no Igai na Ketsumatsu どうしたピッコロ！！一回戦での意外な結末                 | 18 maja 2014         |              |                      |
| 106     | Bīderu Boroboro, Gohan no Ikari mo Genkai da!! ビーデル、ボロボロ 悟飯の怒りも限界だ！！                      | 25 maja 2014         |              |                      |
| 107     | Osoroshiki Majin no Himitsu Kuromaku Shutugen!! 恐ろしき魔人の秘密 黒幕出現！！                               | 1 czerwca 2014       |              |                      |
| 108     | Gokuaku Madōshi Babidi to Ankoku Makai no Ō Dābura no Wana 極悪魔導師バビディと暗黒魔界の王ダーブラの罠       | 8 czerwca 2014       |              |                      |
| 109     | Sūpā Saiya-jin o Nameru na! Bejīta to Gokū no Zenkai Pawā! 超サイヤ人をナメるな！ベジータと悟空の全開パワー！ | 15 czerwca 2014      |              |                      |
| 110     | Tenka'ichi wa Dare no Te ni! Batoru Roiyaru Kettei-sen!! 天下一は誰の手に！？ バトルロイヤル決勝戦！！        | 22 czerwca 2014      |              |                      |
| 111     | Chibikko Osorubeshi!! Dai-Kusen no Jūhachi-Gō チビッコ恐るべし！！ 大苦戦の18号                               | 29 czerwca 2014      |              |                      |
| 112     | Shin'uchi Tōjō! Tachihadakaru Maō!! 真打ち登場！ 立ちはだかる魔王！！                                         | 6 lipca 2014         |              |                      |
| 113     | Yomigaeru Jashin Hakai ōji Bejīta! よみがえる邪心 破壊王子ベジータ！                                          | 13 lipca 2014        |              |                      |
| 114     | Saikyō wa Ore da! Gekitotsu Gokū Tai Bejīta 最強はオレだ！ 激突 悟空VSベジータ                                | 20 lipca 2014        |              |                      |
| 115     | Fukkatsu e no Kauntodaun Babidi no Yabō o Uchikudake! 復活へのカウントダウン バビディの野望を打ち砕け！       | 3 sierpnia 2014      |              |                      |
| 116     | Toketa Fūin!? Gohan no Teikō no Kamehameha 解けた封印！？ 悟飯抵抗のかめはめ波                                | 10 sierpnia 2014     |              |                      |
| 117     | Zetsubō e Itchokusen!? Majin Bū no Kyōfu 絶望へ一直線！？ 魔人ブウの恐怖                                      | 17 sierpnia 2014     |              |                      |
| 118     | Okashi ni Nacchae! Harapeko Majin no Bukimi Pawā お菓子になっちゃえ！ 腹ペコ魔人の不気味パワー                | 24 sierpnia 2014     |              |                      |
| 119     | Majin wa Ore ga Katazukeru, Bejīta Saigo no Kesshi-sen! 魔人はオレがかたづける ベジータ最期の決死戦！)        | 31 sierpnia 2014     |              |                      |
| 120     | Aisu Beki Mono no Tame ni... Hokori Takaki Senshi no Saigo! 愛すべき者のために… 誇り高き戦士の最期！          | 7 września 2014      |              |                      |
| 121     | Akumu Sairai, Fujimi no Kaibutsu, Majin Bū! 悪夢再来 不死身の怪物 魔人ブウ！                                  | 14 września 2014     |              |                      |
| 122     | Bū o Taosu Hisaku, Sono Na wa Fyūjon! ブウを倒す秘策 その名はフュージョン！                                   | 21 września 2014     |              |                      |
| 123     | Mieta! Kasukana Kibō, Me o Samase Senshi-tachi!! 見えた！かすかな希望 目を覚ませ戦士達！！                    | 28 września 2014     |              |                      |
| 124     | Jama-sha o Sagase, Babidi no Fukushū Sakusen Kaishi! 邪魔者を探せ バビディの復讐作戦開始！                    | 5 października 2014  |              |                      |
| 125     | Shiren no Toki, Densetsu no Chikara o te ni Irero! 試練の時 伝説の力を手に入れろ！                            | 12 października 2014 |              |                      |
| 126     | Majin Bū o Kuitomero, Rimitto! Sūpā Saiya-jin Surī!! 魔人ブウを食い止めろ 限界！超サイヤ人3!!                 | 19 października 2014 |              |                      |
| 127     | Mie Hajimeta Shinka, Hangyaku no Bū 見え始めた真価 反逆のブウ                                                 | 26 października 2014 |              |                      |
| 128     | Kakko Warui!? Tokkun, Fyūjon Pōzu! カッコ悪い!? 特訓、フュージョンポーズ！                                    | 2 listopada 2014     |              |                      |
| 129     | Bai Bai Min'na!! Son Gokū Ano Yo ni Kaeru バイバイみんな!!孫悟空あの世に帰る                                  | 9 listopada 2014     |              |                      |
| 130     | Mitsuketa, Gohan! Kaiōshin-kai de Mōtokkun! 見つけた、悟飯！界王神界で猛特訓！                                | 16 listopada 2014    |              |                      |
| 131     | Tanjō! Gattai Chō Senshi Sono Na wa, Gotenkusu!! (誕生！合体超戦士 その名は、ゴテンクス!!                     | 23 listopada 2014    |              |                      |
| 132     | Majin o Taosu no wa Dareda? Saikyō no Otoko Shidō!! 魔人を倒すのは誰だ？最強の男始動!!                        | 30 listopada 2014    |              |                      |
| 133     | Pawā Appu wa Tsuzuku !? Kansei! Sūpā Gotenkusu! パワーアップは続く!?完成！超ゴテンクス！                      | 7 grudnia 2014       |              |                      |

## Evil Buu Saga
| Odcinek | Tytuł japoński | Data premiery    | Tytuł polski | Polska data premiery |
| ------- | --- | ---------------- | ------------ | -------------------- |
| 134     | Ikari ga Umidashita mono, Mō Hitori no Majin! 怒りが産み出したモノ もうひとりの魔人！                                            | 14 grudnia 2014  |              |                      |
| 135     | Bū ga Bū o Tabechatta, Aratana Majin Shūrai!! ブウがブウを食べちゃった 新たな魔人襲来!!                                          | 21 grudnia 2014  |              |                      |
| 136     | Hakyoku e Masshigura! Taimurimitto wa 1 Jikan!! 破局へまっしぐら！タイムリミットは1時間!!                                        | 28 grudnia 2014  |              |                      |
| 137     | Tokkun Kanryō! Kore de Owari da Majin Bū!! 特訓完了！これで終わりだ魔人ブウ                                                      | 11 stycznia 2015 |              |                      |
| 138     | Obake de Bū Taiji Hissatsu! Kamikaze Atakku!! オバケでブウ退治 必殺！カミカゼアタック!!                                          | 18 stycznia 2015 |              |                      |
| 139     | Gotenkusu no Totte Oki Henshin! Sūpā Gotenkusu Surī!! ゴテンクスのとっておき 変身！超ゴテンクス３！！                            | 25 stycznia 2015 |              |                      |
| 140     | Nori-Nori! Bū-Bū Barēbōru! ノリノリ！ブウブウバレーボール！                                                                      | 1 lutego 2015    |              |                      |
| 141     | O Matase Min'na! Shinsei Gohan, Chikyū e!! ノお待たせみんな！新生悟飯、地球へ!!                                                  | 08 lutego 2015   |              |                      |
| 142     | Bū o Attō! Arutimetto Gohan no Sūpā Pawā!! ブウを圧倒！究極悟飯の超パワー！！                                                    | 15 lutego 2015   |              |                      |
| 143     | Bū no Warudakumi Gotenkusu Kyūshū!? ブウの悪巧み ゴテンクス吸収！？                                                              | 1 marca 2015     |              |                      |
| 144     | Dai Kaiōshin no Myōan! Yomigaere Son Gokū!! 大界王神の妙案！よみがえれ孫悟空！！                                                 | 15 marca 2015    |              |                      |
| 145     | Kiseki wa Ichido… Naru ka Gokū to Aitsu Chō-Gattai 奇跡は一度…なるか悟空とアイツの超合体                                         | 22 marca 2015    |              |                      |
| 146     | Kiseki wa Ichido… Naru ka Gokū to Aitsu Chō-Gattai 奇跡は一度…なるか悟空とアイツの超合体                                         | 29 marca 2015    |              |                      |
| 147     | Buu no Oku no Te! Kyūshū Sareta Senshi-tachi!! ブウの奥の手！吸収された戦士たち！！                                              | 5 kwietnia 2015  |              |                      |
| 148     | Gohan-tachi o Tasukedase! Gokū to Bejīta no Sennyū Sakusen (Misshon)! 悟飯たちを助け出せ！悟空とベジータの潜入作戦(ミッション)！ | 12 kwietnia 2015 |              |                      |
| 149     | Tainai Kara Kinkyū Dasshutsu! Bū Saiaku e no Gyaku-Henshin!! 体内から緊急脱出！ブウ最悪への逆変身！！                            | 19 kwietnia 2015 |              |                      |
| 150     | Chikyū Shōmetsu!! Hajimari no Bū no Hidōna Ichigeki!! 地球消滅！！始まりのブウの非道な一撃！！                                   | 26 kwietnia 2015 |              |                      |
| 151     | Saigo no Chōjō Kessen! Kaiōshin-kai de Ketchaku da!! 最後の頂上決戦！界王神界で決着だ！！                                        | 3 maja 2015      |              |                      |
| 152     | Ganbare Kakarotto! Omae ga Nanbā Wan da!! 頑張れカカロット！お前がＮｏ．１だ！！                                                 | 10 maja 2015     |              |                      |
| 153     | Shōbu wa Ippunkan Bejīta Inochigake no Jikan Kasegi! 勝負は１分間 ベジータ命懸けの時間稼ぎ！                                     | 17 maja 2015     |              |                      |
| 154     | Hirameita Hisaku Futatsu no Negai o Kanaetamae! 閃いた秘策 ２つの願いを叶えたまえ！                                              | 24 maja 2015     |              |                      |
| 155     | Ora ni Genki o Waketekure! Tsukuru ze Dekkai Genki-Dama!! オラに元気を分けてくれ！作るぜでっかい元気玉！！                       | 30 maja 2015     |              |                      |
| 156     | Sekai no Kyūseishu wa Omaeda! Min'na no Genki-Dama Kansei!! 世界の救世主はおまえだ！みんなの元気玉完成！！                       | 7 czerwca 2015   |              |                      |
| 157     | Yappari Saikyō Son Gokū!! Majin Bū Shōmetsu やっぱり最強孫悟空！！魔人ブウ消滅                                                   | 14 czerwca 2015  |              |                      |
| 158     | Soshite Jūnengo… Hisashiburi no Tenka’ichi Budōkai! そして１０年後…久しぶりの天下一武道会！                                      | 21 czerwca 2015  |              |                      |
| 159     | Motto Tsuyoku! Gokū no Yume wa Owaranai!! もっと強く！悟空の夢は終わらない！！                                                   | 28 czerwca 2015  |              |                      |